# Hana Bělohradská
Hana Bělohradská (1929-2005) était une écrivaine d'expression tchèque.

## Biographie
Devenue écrivaine dans les années 1960 après avoir été chassée de l'université parce considérée par le régime communiste comme « bourgeoise », elle fut ensuite interdite de publication dans les années 1970, ce qui la contraignit à faire des traductions.

## Adaptations au cinéma
Son roman Docteur Braun, derniers jours a été adapté au cinéma par Zbyněk Brynych dans son film de 1965 intitulé Et le cinquième cavalier, c'est la peur. Quant à son roman Poslední večeře (Le Dernier Dîner) il a été adapté par Juraj Herz dans son film de 1967 Le Signe du Cancer (Znamení Raka).

## Œuvres
- L'Incident, pièce de théâtre
- Docteur Braun, derniers jours, traduit du tchèque par Marie Nagy-Tumlir, HB éditions & Le Mot Fou[4], 2001 ;  (ISBN 9782911406935)
- L’Interrogatoire et autres nouvelles, traduit du tchèque par Marie Nagy-Tumlir, HB éditions , « Textes d’ailleurs », 2004, 176 pages,  (ISBN 2914581416 et 978-2914581417)